# Rashed Eisa
Rashed Eisa Al Falasi (24 agosto 1990) è un calciatore emiratino, centrocampista dell'Al Arabi.